# Norske tog typ 69
Denna artikel behandlar det norska pendeltåget. För stridsvagnen se Type-69.
Norske tog typ 69 är ett norskt elmotorvagnståg som främst används till pendeltåg i Osloområdet, Telemark och Agder. Ägaren är det statliga järnvägsfordonsbolaget Norske tog och de hyrs ut till operatörerna Vy och Go-Ahead Nordic.